# Zomerdijk (Wagenborgen)
Zomerdijk is een buurtschap, tevens een voormalige buurtschap en een voormalige zeedijk tussen Wagenborgen en Woldendorp in de gemeente Eemsdelta in de Nederlandse provincie Groningen. De huidige buurt is gelegen aan de gelijknamige weg ten noordwesten van Wagenborgen, die via de Maarweg doorloopt naar het bedrijventerrein Oosterhorn. Het bestaat uit zes boerderijen (waaronder Ora et Labora, vroeger Ceres) en een burgerwoning. Aan de Zomerdijk lag tevens het gehucht Overtocht, nu boerderij Op de Hoogte. 
De huidige buurtschap Zomerdijk lag tot 1990 grotendeels binnen de oude gemeente Delfzijl en vormde de grens met de voormalige gemeente Termunten. De voormalige buurtschap met deze naam lag aan de Heemweg bij Woldendorp in de gemeente Termunten. 
Beide nederzettingen zijn ontstaan uit een oude zeedijk, waarvan alleen het westelijke deel bij Wagenborgen bewaard is gebleven. Het oostelijke deel liep via De Heemen naar de oude zeedijk van het Klei-Oldambt bij Woldendorp, maar is na een grootschalige ruilverkaveling rond 1960 niet meer als zodanig herkenbaar. De naam is hier dan ook verdwenen. Daarnaast gaf de Zomerdijk zijn naam aan de aangrenzende kadastrale sectie onder Nieuwolda.
De buurtschap Zomerdijk bij Wagenborgen viel vanouds onder de kerspelen Heveskes en Oterdum. De gezinnen die onder Heveskes woonden, waren kerkelijk op Wagenborgen georiënteerd. Van hieruit waren Heveskes en Oterdum alleen bereikbaar via lange kleilanen als de Kloosterlaan en de Hoge Medelaan. De meeste boerderijen hadden land aan beide kanten van de Zomerdijk, zowel in de oudste Dollardpolders als in de Heveskes- en Oterdumermeeden. De gelijknamige buurtschap bij De Heemen was op Woldendorp gericht. Langs de Zomerdijk lagen de huizen Stokkerij, De Klieve (klief = klepduiker), De Knuif en De Kleine Knuif, eerder ook het steenhuis Oud-Houwerda.
Zomerdijk had korte tijd een eigen schooltje, dat genoemd wordt van 1807 tot 1819. 
Het gebied was vanouds laag gelegen, maar werd sinds de jaren 1830 bemalen door de molens van de Overtogtster-, Zomerdijkster- en Zomerdijkstermolenpolder. De omgeving bestond  uit een kleinschalig landbouwgebied met weiden en hooilanden en hier en daar een akker, maar het veranderde in de loop van de 19e eeuw in een grootschalig akkerbouwgebied. Ruilverkavelingen rond 1960 ruimden een groot deel van het historische landschap op.

## Geschiedenis
De Zomerdijk werd vermoedelijk vóór 1466 aangelegd om het Klei-Oldambt en Fivelingo tegen het opdringende water van de Dollard te beschermen. De dijk liep vanaf de hoogte van Wagenborgen via Woldendorp naar Zwaag, en vandaar naar de Punt van Reide. In het genoemde jaar bemiddelde de Gemene Landswarf tussen de inwoners van Appingedam en de overige belanghebbenden. Daarbij namen de Damsters voortaan het onderhoud op zich van de dijk inden hoep die rond de doorbraak bij Overtocht was gelegd. Het tracé van Wagenborgen naar Eelshuis werd aangelegd in 1486. Daar maakte de Zomerdijk aansluiting met de Veendijk.
Na doorbraken waarbij delen van de dijk werden weggeslagen, werd in 1521 het tracé van Wagenborgen naar Zwaag alsmede de aansluiting op de veendiken hersteld. Als nooddijk die Fivelingo moest beschermen, fungeerde een dwarsdijk van Overtocht naar Weiwerd, die de Kaenghe of Kaijnge (Kaayenlaan) werd genoemd. Een tweede Kaenghe liep van Zwaag naar Termunten, waardoor een groot deel van het Klei-Oldambt droog werd gehouden. Omstreeks 1525 werd vervolgens de Nieuwe Zomerdijk of Dallingeweersterdijk aangelegd van Fiemel naar Zwaag bij Woldendorp. Vermoedelijk in 1554 volgde een eerste indijking. Vanaf het einde van de oude Zomerdijk werd de Weerdijk aangelegd, die de kwelders rond Wagenborgen beschermde. Daarnaast was in 1542 een zomerkade door de hamrikken aangelegd, die van Nieuwolda, Noordbroek- en Zuidbroek en Meeden via een grote boog naar Midwolda liep. Deze laatste dijk werd ten slotte in 1574 uitgebouwd tot een volwaardige zeedijk, waardoor de Zomerdijk een slaperdijk werd. Omdat de afwatering naar de Dollard via de Nijezijl te Oostwolderhamrik problemen opleverde, kregen de landerijen tussen de Zomerdijk en de Dollarddijk in 1580 toestemming hun water tijdelijk via het Farmsumerzijl te lozen. Daarvoor werd de Krommesloot naar het Wagenborgermaar uitgediept en voorzien van een verlaat bij Overtocht dat 1,80 m breed was.
In de oorlogsjaren na 1580 raakten de Dollarddijken zwaar beschadigd, waardoor het zeewater ver landinwaarts werd opgestuwd. De dijkplichtigen uit de Ommelanden weigerden de Zomerdijk ten oosten van de Kaijnge nog langer in stand te houden. In plaats daarvan werden de beschikbare graszoden gebruikt om de Kaijnge te versterken. Daarom besloot de stad Groningen in 1589 tot de aanleg een nieuwe Zomerdijk op het grondgebied van het Oldambt, die dienst zou moeten doen tot de zeedijken weer gerepareerd waren. Deze nieuwe Zomerdijk liep vanaf Wagenborgen naar de De Heemen bij Woldendorp. Toen de zeedijken bij Nieuwolda na de Reductie van Groningen van 1594 werden hersteld, werd deze nieuwe Zomerdijk weer overbodig.
Door de aanleg van het Termunterzijldiep in 1601 werd de Zomerdijk in tweeën gedeeld en kreeg hij aansluiting bij de hoge kades van het diep. Ook het Hondshalstermaar werd doorsneden: aan beide kanten van het diep (bij De Knuif) kwam daarom een verlaat. Als wegverbinding bleef de Zomerdijk van belang. Niet ver van De Knuif (ter hoogte van het gemaal Tonnistil) werd tevens een houten brug geplaatst, de Raadherentil (ca. 1680 Raets Heeren Tyll), die het wegverkeer tussen Wagenborgen en Nieuwolda mogelijk maakte. De verbindingslaan aan de noordkant van het kanaal zette zich voort in de Buitenweg of Griedelaan naar Nieuwolda-Oost. Kort na 1700 lijkt deze Raatsheeren Til weer te zijn afgebroken. De doorgaande weg kwam te vervallen en het huis dat later bij de wegonderbreking aan de Zomerdijk werd gebouwd, werd voortaan Stokkerij genoemd.